# Бжезіна (потік)
Бжезіна, Березина (пол. Brzezina) — потік в Україні, у Тлумацькому районі Івано-Франківської області у Галичині. Лівий доплив Тлумача, (басейн Дністра).

## Опис
Довжина потоку приблизно 7,13 км, найкоротша відстань між витоком і гирлом — 6,63  км, коефіцієнт звивистості потоку — 1,08 . Формується багатьма безіменними струмками та загатами. Потік тече на Покутті.

## Розташування
Бере початок під безіменною горою (318 м). Тече переважно на південний схід і у північно-східній частині міста Тлумач впадає у річку Тлумач, праву притоку Дністра.
Населені пункти вздовж берегової смуги: Палагичі.

## Цікавий факт
- У місті Тлумач потік перетинає автошлях Р20[3].